# 天则经济研究所
天则经济研究所（Unirule Institute of Economics），缩写为UIE，是一家位于中华人民共和国北京市的自由主义智库。由茅于轼、张曙光、盛洪、樊纲、唐寿宁等经济学家与北京大象文化有限公司共同发起，于1993年7月创立，以促进中国经济自由化和政治民主化为宗旨。
创立初期，天则经济研究所所长为茅于轼，学术委员会主席为张曙光，执行理事为盛洪。截至2016年10月，该机构理事长为吴思，荣誉理事长为茅于轼，荣誉理事为吴敬琏， 常务理事为盛洪、吴思、姚中秋。2019年8月，该机构在一份声明中表示，北京市有关部门指控其违反监管规定，并勒令强制关闭。
“天则”语出《诗经》“天生烝民，有物有则”，取意为“合乎天道自然之制度规则”。该机构的宗旨是“支持并提供经济学理论和前沿性社会经济问题的高质量研究，推进经济学的国际交流和理论研究，并将经济学和社会科学其它学科的研究成果产业化”。

## 历史
天则经济研究所成立之初，以有限责任公司的方式在工商注册，且有股东分红。该机构担任湘财证券有限责任公司首席经济顾问。
胡温执政后，天则经济研究所成员发表不少支持国有企业产权改革、推动市场化的言论，在中国被不断质疑。2003年后，天则经济研究所的房东总会接到有关部门的通告，要求不许将房屋租给天则所。
2005年，天则经济研究所被有关部门通知，对其营业执照不予年检。2012年被吊销营业执照，被迫改以北京天则所咨询有限公司二级机构的名义进行运作。
2017年1月21日，北京市互联网信息办公室以天则经济研究所网站未取得许可证为由将其关闭，主要人员的微信和微博也无法使用。
2018年11月，北京天则所咨询有限公司被北京工商行政管理局以擅自从事教育活动为由，吊销营业执照。
2019年8月，北京市有关部门指控天则经济研究所违反监管规定，并下令强制关闭该研究所。

## 特约研究员
- 许章润
- 罗卫东